# 발탈
발탈은 발에 탈을 씌우고 여러 동작들을 연출하는 민속연희이다. 1983년 6월 1일에 국가무형유산으로 지정되었다.유래에 대한 정확한 기록은 남아 있지 않다.